# Helene Harlaß
Helene Harlaß, auch Helena Harlas, verheiratete Helene von Geiger (1785/1786 in Danzig – 21. Oktober 1818 in München) war eine deutsche Opernsängerin (Sopran) und Theaterschauspielerin.

## Leben
Harlaß kam mit drei Jahren als Pflegekind nach München zu Anna Theresia Labik, der Tochter des 1785 verstorbenen kurfürstlichen Hofmusikus und Hornisten Johannes Labik. Dort erhielt sie auch Musikunterricht.
Mit 15 Jahren wurde sie gezwungen Nonne zu werden. Im dortigen Nonnenchor wurde ihre Stimme entdeckt, so dass sie nach 9 Monaten das Kloster wieder verlassen konnte. Daraufhin erhielt sie Gesangsunterricht durch Unterstützung des Kurfürsten Maximilian Joseph bei Johann Baptist Lasser. Mit knapp 20 sang sie dann zum ersten Mal am königlichen Hof und wurde 1803 an die Hofoper in München engagiert, wo sie auch als bedeutende Schauspielerin wirkte.
Am 25. August 1805 heiratete sie den Königlich-bayerischen General-Sekretär der Finanzen Gottfried Maria Joseph von Geiger (1775–1830). Danach verringerte sie ihre Bühnenpräsenz, auch wegen mehrerer Schwangerschaften, blieb jedoch als Sängerin gelegentlich noch in Konzerten und in der deutschen und in der italienischen Oper tätig.
Nachdem sie 1807 bereits den Klarinettisten Heinrich Joseph Baermann (1784–1847) kennen gelernt hatte, ließ sie sich von Geiger wahrscheinlich im Herbst 1810 scheiden. Aus der folgenden Beziehung zu Baermann hatte sie fünf Kinder (drei Jungen, zwei Mädchen), darunter Carl Baermann (1811–1885), ebenfalls Klarinettist.
1813 gastierte sie erfolgreich in Wien, wo sie auch Carl Maria von Weber kennen lernte. 1815/16 gab sie in Venedig während des Karnevals ein Gastspiel. Im März 1816 kehrte sie nach München zurück, wo sie allerdings wegen einer Schwangerschaft länger nicht auftrat. Ihre Rückkehr fand erst am 9. November 1817 mit dem Auftritt in Meyerbeers Kantate für Sopran und konzertierende Klarinette Gli amori di Teolinda am Hoftheater München statt (Klarinette: Baermann).
Im Sommer 1818 reisten sie über Dresden und Hosterwitz nach Potsdam zu Baermanns Familie. Auf ihrer Station in Hosterwitz trafen sie erneut auf Weber, der ihnen auch einen Auftritt am Dresdner Hoftheater verschaffte. Nach München zurückgekehrt, starb sie am 21. Oktober 1818 völlig überraschend an Nervenfieber ebenda.